# Brigitte De Leeuw
Brigitte De Leeuw (4 oktober 1957) is een Belgische voormalige atlete, die gespecialiseerd was in het kogelstoten en het discuswerpen. Zij veroverde op deze twee onderdelen vijftien Belgische titels.

## Biografie
De Leeuw werd in 1975 de voor het eerst Belgisch kampioene in het kogelstoten. Tussen 1975 en 1985 veroverde ze elf opeenvolgende titels. In totaal haalde ze veertien titels in het kogelstoten. In 1993 werd ze ook Belgisch kampioen in het discuswerpen.
In 1977 verbeterde ze voor het eerst het Belgisch record kogelstoten van Simone Saenen. Tot 1991 bracht ze dit record in verschillende stappen naar 16,27 m.
De Leeuw was ook militaire en werd in 1989 en 1990 wereldkampioene bij de militairen.

### Clubs
De Leeuw was aangesloten bij SC Anderlecht.

## Belgische kampioenschappen
| Onderdeel    | Jaar                            |
| ------------ | ------------------------------- |
| kogelstoten  | 1975 t/m 1985, 1987, 1989, 1990 |
| discuswerpen | 1993                            |

## Persoonlijke records
| Onderdeel    | Prestatie | Datum         | Plaats     |
| ------------ | --------- | ------------- | ---------- |
| kogelstoten  | 16,27 m   | 24 april 1991 | Anderlecht |
| discuswerpen | 50,12 m   | 21 april 1991 | Nijvel     |

## Palmares

### kogelstoten
- 1975:  BK AC – 12,87 m
- 1976:  BK AC – 13,18 m
- 1977:  BK AC – 13,65 m
- 1978:  BK AC – 14,41 m
- 1979:  BK AC – 14,48 m
- 1980:  BK AC – 14,08 m
- 1981:  BK AC – 13,75 m
- 1982:  BK AC – 14,34 m
- 1983:  BK AC – 14,44 m
- 1984:  BK AC – 14,57 m
- 1985:  BK AC – 14,20 m
- 1987:  BK AC – 15,07 m
- 1989:  BK AC – 15,35 m
- 1990:  BK AC – 15,39 m

### discuswerpen
- 1981:  BK AC – 45,34 m
- 1993:  BK AC – 45,66 m

## Onderscheidingen
- 1978: Grote Feminaprijs van de KBAB